# Erannis venosaria
Erannis venosaria là một loài bướm đêm trong họ Geometridae.